# Ковролін
Ковролін (рос. ковролин від ковер — «килим») — килимове покриття, що виробляється в рулонах. Використовується для покриття поверхні практично у всіх типах приміщень. Ковролін сприяє зниженню тиску на суглоби, полегшує та амортизує ходьбу. В офісах, де використовується це покриття, співробітники менше втомлюються, довше зберігаючи працездатність. Ковролін добре нейтралізує сторонні шуми, зменшує вібрації, термоізолює приміщення, що важливо для побутового і комерційного використання.

## Види ковроліну за типом застосування
- побутовий  — для використання в житлових приміщеннях;
- напівкомерційний — для комерційних об'єктів з невеликою прохідністю;
- комерційний — для комерційних об'єктів з високою прохідністю (офіси).

## Способи виробництва ковроліну
- тканий спосіб виробництва — виготовлення на ткацьких верстатах. Специфіка виробництва полягає в тому, що верстат випускає відразу два дзеркальних полотна однакового обсягу;
- голкопробивний — нитки ковроліну переплітають між собою, після чого термофіксують спеціальним валом;
- тафтінговий — ворс прошивається в спеціальну первинну основу, яка потім приклеюється до вторинної сітчастої основи;
- флокований — ворс ковроліну вплавляється в ПВХ основу під дією сили магнетизму.

## Види ворсу
- петельний;
- розрізний (ті ж петлі тільки розрізані, бувають різної висоти);
- велюровий (той же розрізний, тільки низької висоти).

Також зустрічаються різні комбінації петлі і розрізного ворсу, різнорівневого ворсу, скрученого і прямого ворсу. Одним із важливих показників якості ковроліну є вага ворсу, яка ділиться на його висоту (для покриттів до 10 мм).

## Склад ворсу
За складом ворсу килимові покриття прийнято розділяти на:
- поліамідний ковролін, нейлон (PA);
- поліпропіленовий ковролін (PP);
- поліестер, поліолефін (PO, PES);
- вовна (Wool, woolen).

## Класи ковроліну
Відповідно до європейської класифікації зносостійкості покриття поділяються на:
- 21—23 — для побутового використання;
- 31—33 клас — для напівкомерційного і комерційного використання.

## Сертифікація ковроліну
За проходження сертифікації, ковролін отримує такі сертифікати:
- РП (поширення полум'я);
- Т (токсичність);
- Г (горючість);
- Д (димоутворення).

Окремій сертифікації підлягає санітарна та екологічна безпека ковроліну. За результатами тестування килимовому покриттю видають гігієнічний сертифікат.

## Способи забарвлення ворсу
- повністю забарвлене волокно (Solution Dyed). Нитка навіть після тривалого використання не міняє колір. Фарба розподілена по всій структурі волокна;
- забарвлення після виготовлення ковроліну (Print) — біле спочатку волокно фарбують після виготовлення килимового покриття;
- забарвлення поверхні волокна до виготовлення килимового покриття.

## Основні виробники ковроліну
Armstrong, Domo Group, ITC, Forbo, Condor [Архівовано 23 Березня 2022 у Wayback Machine.], Balsan, Balta [Архівовано 23 Березня 2022 у Wayback Machine.], Ege, Infloor, Girloon, Vorwerk, M2 та ін.

## Галерея

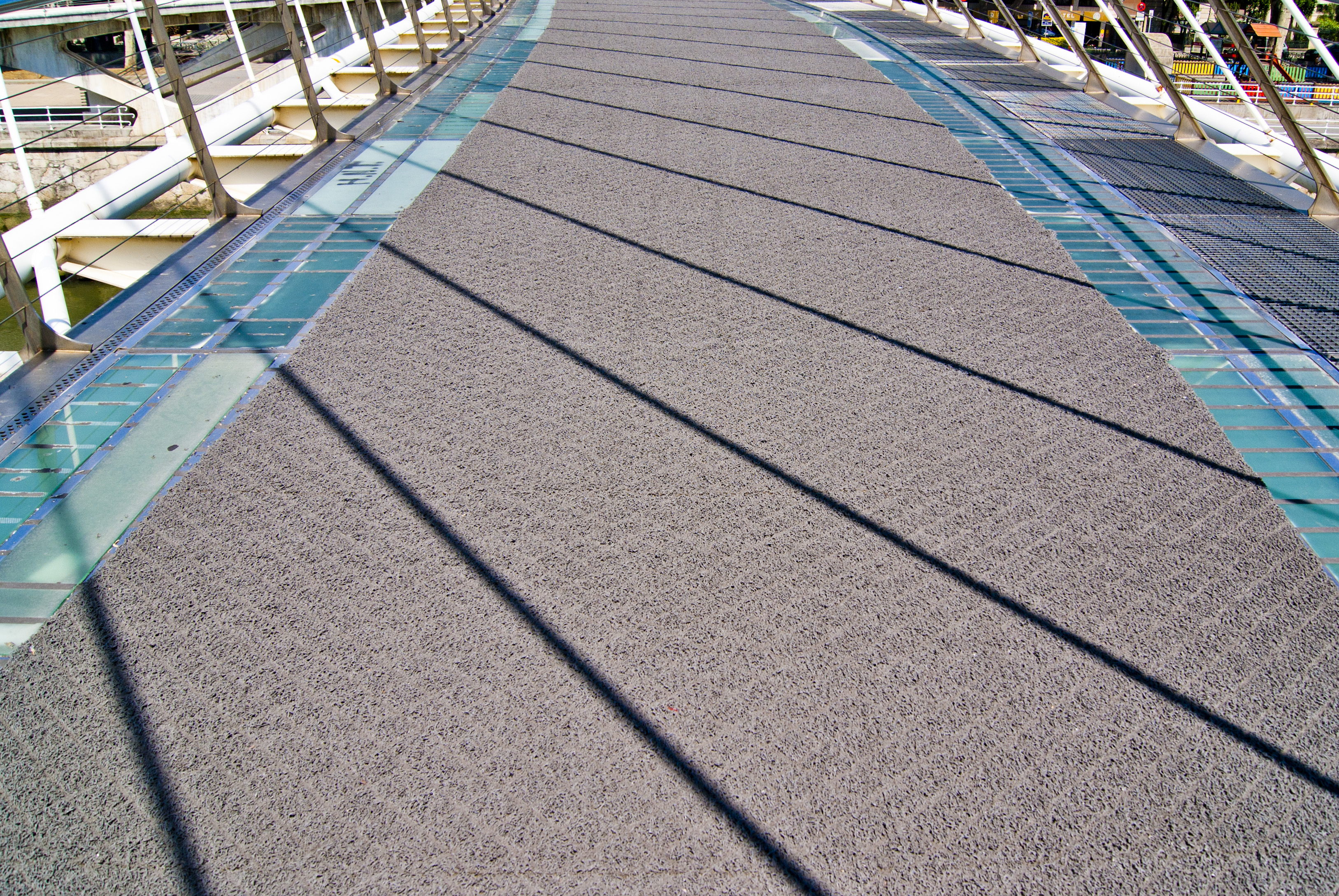
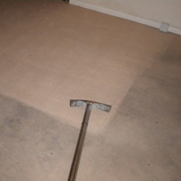
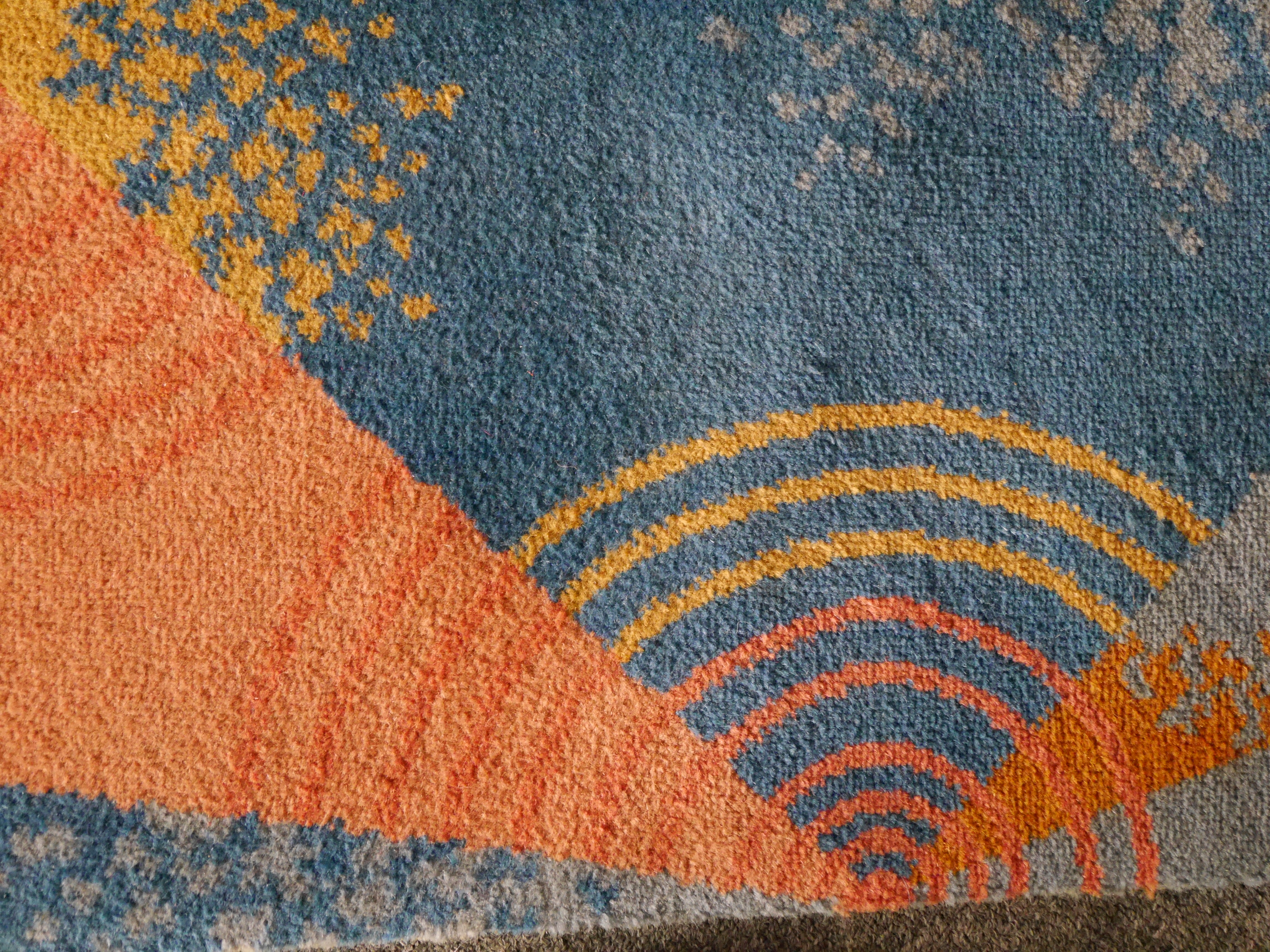
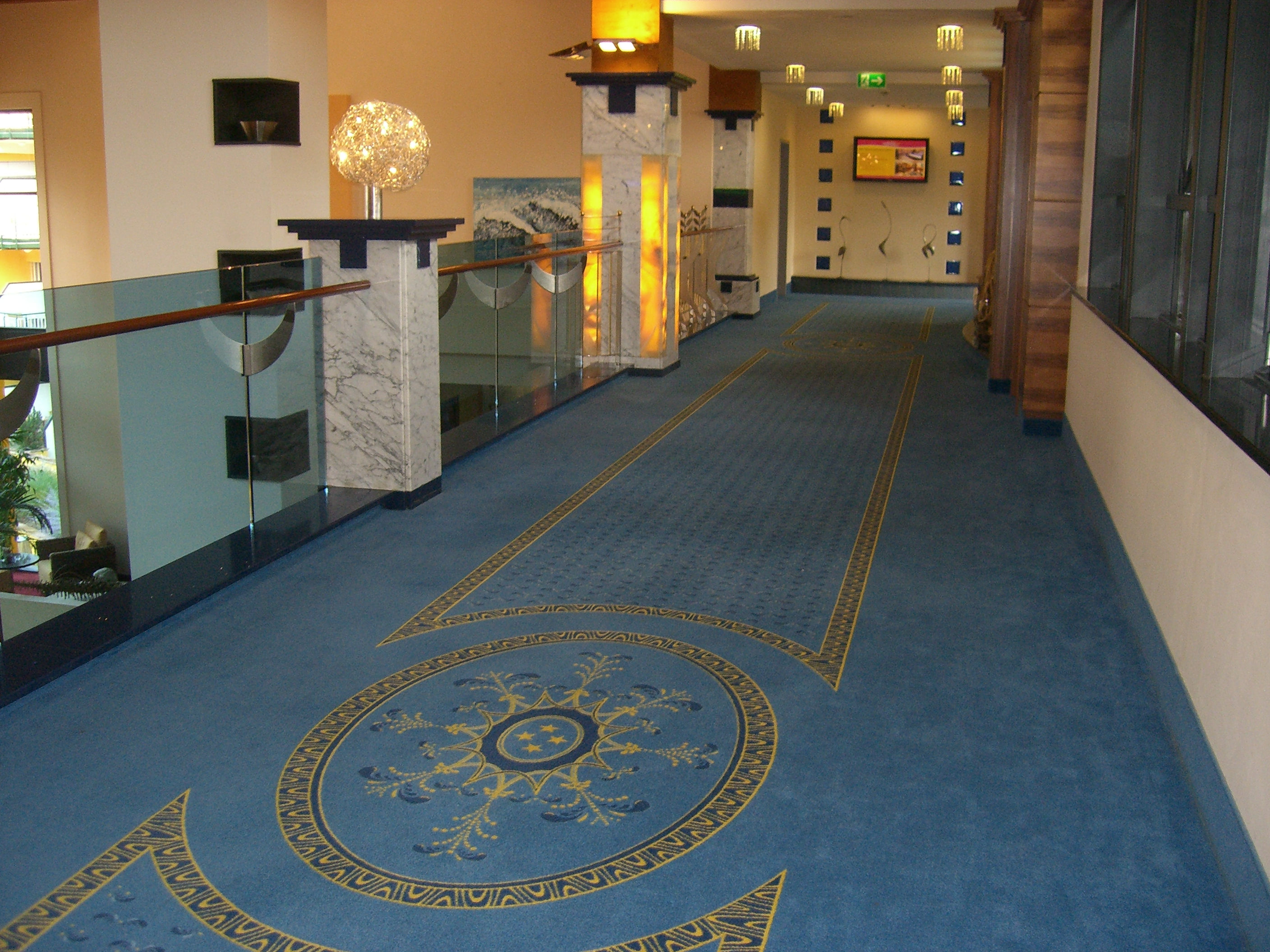
Ковролін в австрійському готелі Paradiso